# Zbyněk Frolík
Zbyněk Frolík (* 26. prosince 1953 Praha) je zakladatel a jednatel společnosti LINET, která patří k největším výrobcům nemocničních lůžek na světě. 

## Život
Vystudoval Střední průmyslovou školu elektrotechnickou a poté obor technická kybernetika a elektronické počítače na elektrotechnické fakultě ČVUT v Praze.
Od roku 1978 až do roku 1988 působil jako technik ve výpočetním středisku na Ústavu teoretických základů chemické techniky ČSAV společně např. s  Karlem Klusáčkem, Karlem Aimem či s Jiřím Drahošem. V souběhu se zaměstnáním již za socialismu společně s manželkou podnikal v pěstování a prodeji květin (zejména růží). Následně se po vyhraném výběrovém řízení stal vedoucím technického odboru v Motolské nemocnici kde měl na starost zhruba 250 zaměstnanců.
V roce 1990 založil firmu Linet. Na rozjezd společnosti investoval zhruba 400 tis. korun pocházející z předchozího podnikání s prodejem květin. Firma Linet je dnes jedním z největších výrobců zdravotnických lůžek na světe. Její hodnota se odhaduje na 16 až 20 miliard (k roku 2018). Na dobročinné účely Linet za posledních 20 let věnoval kolem 100 milionů korun.
V roce 2005 založil firmu Akademie produktivity a inovací s.r.o., která pomáhá vzdělávání v oboru průmyslového inženýrství a sdílení know-how.
Ve volbách v roce 2006 a 2010 byl zvolen zastupitelem města Slaný (jako BEZPP za ODS). V roce 2012 z této funkce rezignoval.
Je spoluautorem mezinárodních patentů, sám je držitelem více než 10 patentů a užitných vzorů. Obdržel řadu ocenění pro podnikatele, např. Podnikatel roku 2003, Manažer roku 2009, Osobnost byznysu ČR v roce 2013 nebo Manažer čtvrtstoletí v roce 2018. V roce 2011 mu byla udělena Medaile Za zásluhy. Byl viceprezidentem Svazu průmyslu a dopravy ČR (2015 až 2019), působí ve Vědecké radě ÚVN v Praze (od 2009) a je také členem Rady vlády pro konkurenceschopnost a hospodářský rozvoj (od 2016).
Jeho otec Jaroslav byl za minulého režimu mnoho let ředitelem Státního statku Praha.
Má tři děti - Janu (1977), Zbyňka (1980) a Kamilu (1997).

## Dílo
- KOŠTURIAK, Ján, FROLÍK, Zbyněk: Štíhlý a inovativní podnik, Alfa Publishing, 2006, ISBN 80-86851-38-9